# Gran Premio de Yugoslavia de Motociclismo de 1988
El Gran Premio de Yugoslavia de Motociclismo de 1988 fue la décima prueba de la temporada 1988 del Campeonato Mundial de Motociclismo. El Gran Premio se disputó el 17 de julio de 1988 en el Automotodrom Grobnik en Fiume.

## Resultados 500cc
En 500 cc, Wayne Gardner ganó su tercera carrera consecutiva y se aproxima en el mundial a Lawson, que fue décimo.Christian Sarron. El francés Christian Sarron fue segundo, tras una racha de caídas en las últimas carreras, no sin antes ofrecer resistencia a Gardner.
| Pos.     | Piloto                | Equipo                                   | Moto      | Tiempo     | Pts. |
| -------- | --------------------- | ---------------------------------------- | --------- | ---------- | ---- |
| 1        | Wayne Gardner         | Rothmans Honda Team                      | Honda     | +45'44.146 | 20   |
| 2        | Christian Sarron      | Sonauto Gauloises Blondes Yamaha Mobil 1 | Yamaha    | +7.740     | 17   |
| 3        | Wayne Rainey          | Team Lucky Strike Roberts                | Yamaha    | +21.340    | 15   |
| 4        | Randy Mamola          | Cagiva Corse                             | Cagiva    | +23.620    | 13   |
| 5        | Kevin Magee           | Team Lucky Strike Roberts                | Yamaha    | +23.850    | 11   |
| 6        | Didier de Radiguès    | Marlboro Yamaha Team Agostini            | Yamaha    | +58.290    | 10   |
| 7        | Shunji Yatsushiro     | Rothmans Honda Team                      | Honda     | +1'02.260  | 9    |
| 8        | Rob McElnea           | Suzuki Pepsi Cola                        | Suzuki    | +1'02.430  | 8    |
| 9        | Ron Haslam            | Team ROC Elf Honda                       | Elf Honda | +1'05.830  | 7    |
| 10       | Eddie Lawson          | Marlboro Yamaha Team Agostini            | Yamaha    | +1'19.750  | 6    |
| 11       | Pierfrancesco Chili   | HB Honda Gallina Team                    | Honda     | +1'46.300  | 5    |
| 12       | Patrick Igoa          | Sonauto Gauloises Blondes Yamaha Mobil 1 | Yamaha    | +1 Vuelta  | 4    |
| 13       | Donnie McLeod         | Racing Team Katayama                     | Honda     | +1 Vuelta  | 3    |
| 14       | Mike Baldwin          | Racing Team Katayama                     | Honda     | +1 Vuelta  | 2    |
| 15       | Bruno Kneubühler      | Romer Racing Suisse                      | Honda     | +1 Vuelta  | 1    |
| 16       | Fabio Barchitta       | Racing Team Katayama                     | Honda     | +1 Vuelta  |      |
| 17       | Fabio Biliotti        | Team Amoranto                            | Honda     | +1 Vuelta  |      |
| 18       | Karl Truchsess        |                                          | Shell     | +1 Vuelta  |      |
| 19       | Daniel Amatriain      | Ducados Lotus Guarz                      | Honda     | +1 Vuelta  |      |
| 20       | Eddie Laycock         | Millar Racing                            | Honda     | +1 Vuelta  |      |
| 21       | Andreas Leuthe        |                                          | Suzuki    | +1 Vuelta  |      |
| 22       | Silvo Habat           | Fego Racing Team                         | Honda     | +2 Vueltas |      |
| 23       | Wolfgang von Muralt   |                                          | Suzuki    | +2 Vueltas |      |
| 24       | Jean Luc Demierre     |                                          | Suzuki    | +2 Vueltas |      |
| 25       | Georg Robert Jung     | Weigl Telefix Racing Team                | Honda     | +2 Vueltas |      |
| 26       | Helmut Schutz         | Rallye Sport                             | Honda     | +2 Vueltas |      |
| Ret      | Maarten Duyzers       | HDJ International                        | Honda     | Ret        |      |
| Ret      | Marco Gentile         | Fior Marlboro                            | Fior      | Ret        |      |
| Ret      | Niall Mackenzie       | Team HRC                                 | Honda     | Ret        |      |
| Ret      | Michael Rudroff       |                                          | Honda     | Ret        |      |
| Ret      | Alessandro Valesi     | Team Iberia                              | Honda     | Ret        |      |
| Ret      | Malcolm Campbell      | Team ROC Elf Honda                       | Elf Honda | Ret        |      |
| Ret      | Raymond Roche         | Cagiva Corse                             | Cagiva    | Ret        |      |
| Ret      | Ari Ramo              |                                          | Honda     | Ret        |      |
| Ret      | Marco Papa            | Team Greco                               | Honda     | Ret        |      |
| Ret      | Pavol Dekanek         | Wernberger Konservenfabrik               | Honda     | Ret        |      |
| DNQ      | Nicholas Schmassman   | FMS                                      | Honda     | DNQ        |      |
| DNQ      | Steve Manley          | Gateford Motors                          | Suzuki    | DNQ        |      |
| DNQ      | Larry Moreno Vacondio |                                          | Suzuki    | DNQ        |      |
| DNQ      | Josef Doppler         | MRC Grieskirchen                         | Honda     | DNQ        |      |
| DNQ      | Franz Schopf          | MRC Grieskirchen                         | Honda     | DNQ        |      |
| DNQ      | Vincenzo Cascino      |                                          | Honda     | DNQ        |      |
| DNQ      | Michael Kaplan        |                                          | Honda     | DNQ        |      |
| Sources: |                       |                                          |           |            |      |

## Resultados 250cc
El español Sito Pons conseguía su tercera victoria de la temporada en la categoría del cuarto de litro y se acerca más al título. Su rival más amenazante, el también catalán Joan Garriga (Yamaha-Ducados) quedó segundo y aún tiene opciones.
| Pos. | Piloto               | Moto       | Tiempo    | Pts. |
| ---- | -------------------- | ---------- | --------- | ---- |
| 1    | Sito Pons            | Honda      | 40:21.390 | 20   |
| 2    | Juan Garriga         | Yamaha     | +5.000    | 17   |
| 3    | Dominique Sarron     | Honda      | +6.060    | 15   |
| 4    | Reinhold Roth        | Honda      | +24.200   | 13   |
| 5    | Luca Cadalora        | Yamaha     | +24.380   | 11   |
| 6    | Jacques Cornu        | Honda      | +30.240   | 10   |
| 7    | Loris Reggiani       | Aprilia    | +1:01.060 | 9    |
| 8    | Carlos Cardús        | Honda      | +1:11.560 | 8    |
| 9    | Harald Eckl          | Aprilia    | +1:14.830 | 7    |
| 10   | Maurizio Vitali      | Gazzaniga  | +1:23.050 | 6    |
| 11   | Stefano Caracchi     | Honda      | +1:23.220 | 5    |
| 12   | Urs Jücker           | Yamaha     | +1 Vuelta | 4    |
| 13   | Jean-François Baldé  | Defi-Rotax | +1 Vuelta | 3    |
| 14   | August Auinger       | Aprilia    | +1 Vuelta | 2    |
| 15   | Bruno Casanova       | Aprilia    | +1 Vuelta | 1    |
| 16   | Guy Bertin           | Yamaha     | +1 Vuelta |      |
| 17   | Andreas Preining     | Aprilia    | +1 Vuelta |      |
| 18   | Massimo Matteoni     | Yamaha     | +1 Vuelta |      |
| 19   | Bruno Bonhuil        | Honda      | +1 Vuelta |      |
| 20   | Urs Luzi             | Honda      | +1 Vuelta |      |
| 21   | René Delaby          | Yamaha     | +1 Vuelta |      |
| 22   | Jochen Schmid        | Honda      | +1 Vuelta |      |
| 23   | Hans Lindner         | Honda      | +1 Vuelta |      |
| 24   | Bernard Schick       | Honda      |           |      |
| Ret  | Garry Cowan          | Yamaha     | Ret       |      |
| Ret  | Jean-Michel Mattioli | Yamaha     | Ret       |      |
| Ret  | Hans Becker          | Yamaha     | Ret       |      |
| Ret  | Masahiro Shimizu     | Honda      | Ret       |      |
| Ret  | Helmut Bradl         | Honda      | Ret       |      |
| Ret  | Manfred Herweh       | Yamaha     | Ret       |      |
| Ret  | Jean-Philippe Ruggia | Yamaha     | Ret       |      |
| Ret  | Javier Cardelús      | Aprilia    | Ret       |      |
| Ret  | Paolo Casoli         | Garelli    | Ret       |      |
| Ret  | Donnie McLeod        | EMC-Rotax  | Ret       |      |
| Ret  | Christian Boudinot   | Fior       | Ret       |      |
| Ret  | Anton Mang           | Honda      | Ret       |      |
| DNS  | Carlos Lavado        | Yamaha     | DNS       |      |
| DNQ  | Jean-Francois Foray  | Yamaha     | DNQ       |      |
| DNQ  | Iván Troisi          | Yamaha     | DNQ       |      |
| DNQ  | Nedy Crotta          | Aprilia    | DNQ       |      |
| DNQ  | Alain Bronec         | Honda      | DNQ       |      |
| DNQ  | Martin Sraj          | Honda      | DNQ       |      |
| DNQ  | Zdravko Leljak       | Honda      | DNQ       |      |
| DNQ  | Stefan Klabacher     | Aprilia    | DNQ       |      |
| DNQ  | Thierry Rapicault    | Fior       | DNQ       |      |
| DNQ  | Hervé Duffard        | Honda      | DNQ       |      |
| DNQ  | Drazen Srdoc         | Honda      | DNQ       |      |

## Resultados 125cc
En el octavo de litro, el español Jorge Martínez Aspar completaba un fin de semana fantástico al ganar la prueba de 125cc. El valenciano de Derbi tuvo una lucha encarnizada con su rival, el italiano Ezio Gianola pero se acabó imponiendo y puso más tierra de por medio en la clasificación general.
| Pos. | Piloto               | Moto        | Tiempo     | Pts. |
| ---- | -------------------- | ----------- | ---------- | ---- |
| 1    | Jorge Martínez Aspar | Derbi       | 37:01.640  | 20   |
| 2    | Ezio Gianola         | Honda       | +0.900     | 17   |
| 3    | Lucio Pietroniro     | Honda       | +5.480     | 15   |
| 4    | Domenico Brigaglia   | Rotax       | +5.620     | 13   |
| 5    | Stefan Prein         | Honda       | +5.990     | 11   |
| 6    | Kohji Takada         | Honda       | +6.120     | 10   |
| 7    | Adi Stadler          | Honda       | +15.110    | 9    |
| 8    | Luis Miguel Reyes    | Garelli     | +24.640    | 8    |
| 9    | Allan Scott          | Honda       | +25.460    | 7    |
| 10   | Heinz Lüthi          | Honda       | +25.980    | 6    |
| 11   | Krzysztof Galatowicz | Honda       | +27.080    | 5    |
| 12   | Josef Fischer        | Noki-Rotax  | +28.240    | 4    |
| 13   | Hisashi Unemoto      | Honda       | +28.690    | 3    |
| 14   | Hans Spaan           | Honda       | +28.830    | 2    |
| 15   | Robin Milton         | Honda       | +30.200    | 1    |
| 16   | Johnny Wickström     | Honda       | +38.420    |      |
| 17   | Claudio Macciotta    | Honda       | +43.120    |      |
| 18   | Robin Appleyard      | Honda       | +43.260    |      |
| 19   | Thierry Feux         | Ferac-Rotax | +43.680    |      |
| 20   | Jörg Seel            | Seel        | +1 Vuelta  |      |
| 21   | Bady Hassaine        | Honda       | +2 Vueltas |      |
| Ret  | Emilio Cuppini       | Honda       | Ret        |      |
| Ret  | Pier Paolo Bianchi   | Cagiva      | Ret        |      |
| Ret  | Gastone Grassetti    | Honda       | Ret        |      |
| Ret  | Jean-Claude Selini   | Honda       | Ret        |      |
| Ret  | Ian McConnachie      | Cagiva      | Ret        |      |
| Ret  | Corrado Catalano     | Aprilia     | Ret        |      |
| Ret  | Julián Miralles      | Honda       | Ret        |      |
| Ret  | Hubert Abold         | Honda       | Ret        |      |
| Ret  | Mike Leitner         | LCR-Rotax   | Ret        |      |
| Ret  | Juan Ramon Bolart    | JJ Cobas    | Ret        |      |
| Ret  | Alfred Waibel        | Honda       | Ret        |      |
| Ret  | Gerhard Waibel       | Honda       | Ret        |      |
| Ret  | Esa Kytölä           | Honda       | Ret        |      |
| Ret  | Serge Julin          | Rotax       | Ret        |      |
| Ret  | Manuel Herreros      | Derbi       | Ret        |      |
| DNQ  | Jussi Hautaniemi     | Honda       | DNQ        |      |
| DNQ  | Paolo Scappini       | Faccioli    | DNQ        |      |
| DNQ  | Stefan Dörflinger    | Honda       | DNQ        |      |
| DNQ  | Manuel Hernández     | Honda       | DNQ        |      |
| DNQ  | Francisco Debon      | Arbizu      | DNQ        |      |
| DNQ  | Fernando González    | Cobas       | DNQ        |      |
| DNQ  | Zdravko Matulja      | Casal       | DNQ        |      |
| DNQ  | Fausto Gresini       | Garelli     | DNQ        |      |
| DNQ  | Janez Pintar         | Honda       | DNQ        |      |
| DNQ  | Karl Dauer           | Honda       | DNQ        |      |
| DNQ  | Marco Cipriani       | Honda       | DNQ        |      |
| DNQ  | Stefano Bianchi      | Cordati     | DNQ        |      |

## Resultados 80cc
En la categoría pequeña, el español Jorge Martínez Aspar se proclamaba campeón del mundo de la categoría después de haber dominado completamente la temporada. Con ésta, ya era el tercer título de su palmarés y el séptimo de la escudería española Derbi.
| Pos. | Piloto               | Moto       | Tiempo    | Pts. |
| ---- | -------------------- | ---------- | --------- | ---- |
| 1    | Jorge Martínez Aspar | Derbi      | 29:32.750 | 20   |
| 2    | Peter Öttl           | Krauser    | +2.170    | 17   |
| 3    | Àlex Crivillé        | Derbi      | +20.780   | 15   |
| 4    | Jörg Seel            | Seel       | +21.940   | 13   |
| 5    | Bogdan Nikolov       | Krauser    | +22.140   | 11   |
| 6    | Stefan Dörflinger    | Krauser    | +30.320   | 10   |
| 7    | Manuel Herreros      | Derbi      | +38.300   | 9    |
| 8    | Jos van Dongen       | Casal      | +38.450   | 8    |
| 9    | Herri Torrontegui    | Autisa     | +47.320   | 7    |
| 10   | Juhász Károly        | Krauser    | +48.400   | 6    |
| 11   | Rainer Kunz          | Ziegler    | +48.560   | 5    |
| 12   | Adrie Nijenhuis      | Casal      | +55.750   | 4    |
| 13   | Günter Schirnhofer   | Krauser    | +57.590   | 3    |
| 14   | János Szabó          | Krauser    | +59.780   | 2    |
| 15   | Alojz Pavlič         | Seel       | +1:05.600 | 1    |
| 16   | Gabriele Gnani       | Gnani      | +1:06.020 |      |
| 17   | Jaime Mariano        | JJ Cobas   | +1:08.830 |      |
| 18   | Reiner Koster        | LCR        | +1:19.000 |      |
| 19   | Javier Arumi         | Krauser    | +1:29.640 |      |
| 20   | Stefan Brägger       | Casal      | +1:33.940 |      |
| 21   | Paolo Priori         | Krauser    | +1:35.610 |      |
| 22   | Hans Koopman         | Ziegler    | +1:50.900 |      |
| 23   | Jacques Bernard      | Fantic     | +1 Vuelta |      |
| 24   | René Dünki           | Krauser    | +1 Vuelta |      |
| 25   | Peter Tibori         | Casal      | +1 Vuelta |      |
| 26   | Serge Julin          | Casal      | +1 Vuelta |      |
| 27   | Thomas Engl          | GPE        | +1 Vuelta |      |
| 28   | Primoz Sovic         | Eberhardt  | +1 Vuelta |      |
| 29   | Lione Robert         | SPR        | +1 Vuelta |      |
| 30   | Brane Rokavec        | Seel       | +1 Vuelta |      |
| 31   | Chris Baert          | Casal      | +1 Vuelta |      |
| Ret  | Bert Smit            | Krauser    | Ret       |      |
| Ret  | Giuseppe Ascareggi   | BBFT       | Ret       |      |
| Ret  | Janez Pintar         | Eberhardt  | Ret       |      |
| Ret  | Hagen Klein          | Honda      | Ret       |      |
| Ret  | Otto Machinek        | Om-Spezial | Ret       |      |
| DNS  | Zdravko Matulja      | Casal      | DNS       |      |
| DNQ  | Francesco Fantini    | BBFT       | DNQ       |      |
| DNQ  | Juan Esteve          | Autisa     | DNQ       |      |